# Tia enervana
Tia enervana är en fjärilsart som beskrevs av Nicolas Grigorevich Erschoff 1877. Tia enervana ingår i släktet Tia och familjen vecklare. Inga underarter finns listade i Catalogue of Life.